# سینت جورج، کوئینزلند
سینت جورج (به انگلیسی: St George) یک شهرک در استرالیا است که در Shire of Balonne واقع شده‌است.